# Marina Zaguidoullina
Marina Zaguidoullina (en russe : Загидуллина, Марина Викторовна) née 27 janvier 1965 à Chtchoutchie dans l'Oblast de Kourgan est une critique littéraire russe, publiciste, doktor nauk en philologie, professeur de théorie de la communication de masse à l'Université d'État de Tcheliabinsk, auteure d'ouvrages sur l'histoire de la littérature russe, spécialiste en culturologie en journalisme et en communication de masse.

## Biographie
Marina Zaguidoullina est née le 27 janvier 1965 dans la ville de Chtchoutchie dans l'Oblast de Kourgan, dans une famille d'enseignant et de philologues. Depuis 1970, elle vit à Tcheliabinsk. C'est dans cette ville qu'elle suit les cours de l'enseignement moyen puis entre à la faculté de philologie. En 1987, elle termine son cycle universitaire. Elle devient professeur dans l'enseignement moyen de l'école n° 58 à Tcheliabinsk.
En 1992, elle soutient sa thèse sur le sujet: Les traditions de Pouchkine dans les romans de Dostoïevski à l'université d'État de l'Oural. Depuis août 1992, elle a également des activités à l'université d'État de Tcheliabinsk, en faculté de philologie. Depuis 1999, elle est maître de conférences. En 2002, elle soutient sa thèse de doctorat à l'université d'État de l'Oural sur le thème : Les phénomènes littéraires classiques comme problème historique et fonctionnel. En 2003, elle préside la chaire de théorie des communications de masse de la faculté de journalisme. Elle est nommée professeur en 2009. En 2012-2013, elle dirige l'Institut d'éducation humanitaire de l'université de l'Oural et est professeur de la chaire de théorie des communications de masse de la même université. Elle est également membre du conseil scientifique de cette université depuis 2005. Le prix du mérite professionnel du syndicat des journalistes de Russie lui a été attribué en 2006.

## Activité dans l'enseignement
Après ses débuts de professeur dans l'enseignement moyen, M. Zaguidoullina enseigne en faculté de journalisme. En 2009 est publié son manuel Problèmes actuels du monde moderne et tant que problème épistémologique. Ce livre est reconnu comme meilleur livre dans le domaine de l'enseignement dans le cadre du concours Livre de l'Oural-sud 2009. Il est également primé par l'université d'État de Saint-Pétersbourg .
C'est à son initiative qu'un master en journalisme est créé en 2010 à l'université d'État de Tcheliabinsk, ainsi qu'un troisième cycle dans
des spécialités du journalisme. Depuis 2011 c'est elle qui dirige et ce master, et le conseil de thèse depuis 2013.
Durant les années 1992-2005, elle poursuit une formation avancée à l'université d'État de Saint-Pétersbourg (1999) , à la FOJO de Kalmar en Suède, aux États-Unis (1992), au Royaume-Uni(2005) (grâce au programme européen TEMPUS)
Elle est une des premières à l'université à maîtriser le programme Adobe.Connect.Pro, qui permet d'organiser des webinaires ainsi que le programme Moodle, qui permet de contrôler le travail indépendant des étudiants. Depuis 2012, elle étudie les plateformes d'apprentissage en ligne, la formation en ligne en tant que tendance progressive dans l'éducation. En 2011, sur le réseau social Vkontakte, elle met en ligne un mème Internet M[arina] V[iktoyna] qui contient des phrases extraites de ses conférences.

## Activité scientifique
Elle est auteure de nombreuses monographies et articles portant sur la littérature russe dans l'espace intellectuel moderne et sur la place des auteurs classiques dans la conscience et la littérature de masse.
- (ru) Liste des publications de 2002 à 2018 dans la revue Salle de magazine (Журнальный зал) http://magazines.russ.ru/authors/z/zagidullina/
- (ru) Analyse des publications de Marina Zaguidoullina dans Science index https://elibrary.ru/author_profile.asp?authorid=150966
- (ru) Marina Zaguidoullina/ et Goury Chtchenikov Г. К. Щенникова et B. N. Tikhomirova/ Б. Н. Тихомирова, Dostoïevski, œuvres, lettres, documents/Достоевский : Сочинения, письма, документы : Словарь-справочник, Saint-Pétersbourg, Издательство «Пушкинский Дом»,‎ 2008, 470 p. (ISBN 978-5-87324-041-8 et 5-87324-041-8), Le Grand Roman/Большой роман

## Procès pénal pour organisation de cours par Internet
L'organisation de voyages en Amérique du Sud ainsi que des conférences et des cours au sein de l'université de l'Oural ont valu à Marina Zaguidoullina des déboires devant le pouvoir organisateur de l'université et les tribunaux à partir du mois d'août 2013. Il lui a été reproché d'organiser ses voyages à l'étranger trop librement sans consulter le pouvoir organisateur de l'université alors qu'elle est rémunérée pendant son séjour et également d'organiser des cours et conférences par Skype ou par Internet plutôt que de manière magistrale traditionnelle. Malgré l'abandon des charges contre elle par la direction de l'université de l'Oural, le procureur régional a fait plusieurs fois appel contre les décisions qui étaient favorables à Zaguidoullina notamment lorsqu'elle a présenté sa candidature au poste de recteur de l'université de l'Oural,,,. Son acquittement n'a été obtenu qu'en novembre 2014.

## Distinction
Le prix du mérite professionnel du syndicat des journalistes de Russie lui a été attribué en 2006 pour ses activités dans la communauté professionnelle des journalistes.